# Кондратовича (станція метро)
Кондрато́вича (пол. Kondratowicza) — станція лінії М2 Варшавського метрополітену. Розташована в районі Таргувек на вулиці Людвіка Кондратовича поблизу з перехрестям вулиць Мальборська, 20-ї піхотної дивізії Війська Польського і св. Вінсента.

## Опис
Будівництво станції розпочалося у 2019, а назву їй затвердила Варшавська міська рада в серпні 2020.
Станцію для пасажирів відчинили 28 вересня 2022 року. На ній під вулицею св. Вінсента встановлено траволатор.